# 표준재무재표증명
표준재무제표증명(標準財務諸表證明, 영어: a certificate of financial reports)는 기업의 재무 상태나 경영 성과 등을 보여주는 문서로서 종합소득세, 법인세 신고 시 부속서류로 제출한 재무제표를 증명하는 민원서류이며, 세무서에 연말 결산 내용을 제출한 표준재무제표와 동일함을 증명하는 부속서류이다. 이러한 재무제표는 기업의 성과 등을 파악하기 위해 내부적인 목적으로 사용되기도 하나, 상장기업의 경우 이러한 재무제표들을 매년 결산기에 일반 대중에게 공개하게 되어있다. 
표준재무제표증명은 국세청 홈스에서 발급받는 것이며, 이의 재무제표, 손익계산서는 수정이 불가능한 것이어서 공신력을 지닌다. 이 표준재무제표증명과 대조하여 이와 다르게 해당 업체나 그 세무사 사무소가 임의로 작성하는 재무제표인 경우 그 신빙성이 부여되지 않는다.
표준재무제표의 구성은 재무상태표, 포괄손익계산서, 자본변동표, 현금흐름표 4 가지가 있다. 재무상태표는 일정 시점을 기준으로 작성되며, 포괄손익계산서, 자본변동표, 현금흐름표는 일정 기간을 기준으로 작성된다. 재무상태표란 일정 시점의 기업의 재무상태에 관한 정보를 나타내는 재무제표이다. 포괄손익계산서란 발생주의에 따라 적성되며 일정 기간 동안 기업의 경영상태에 대한 정보를 나타내는 것으로 1년 동안 기업을 경영하면서 수익이 어떻게 되고 이에 대한 비용을 얼마나 사용했으며 그 결과 어느 정도의 이익을 얻었는가를 나타내는 것이다. 자본변동표는 일정 기간 기업의 이익잉여금의 변동에 대한 정보를 나타낸 것인데 이는 이익을 주주와 회사에 얼마나 배분하는지를 말하는 것이다. 현금흐름표는 현금주의에 따라 작성된다. 
두 개 이상의 기업이 법적으로는 서로 다른 실체이나 지배-종속 관계로 얽혀있어 경제적으로는 단일한 실체일 경우, 지배기업에서는 종속기업의 자산, 부채, 자본, 수익, 비용 등을 포함한 연결재무제표를 작성하여야 한다.